# Lijst van Hylidae
Onderstaand een lijst van alle soorten kikkers uit de familie boomkikkers (Hylidae). De lijst is gebaseerd op Amphibian Species of the World.
- Acris blanchardi
- Acris crepitans
- Acris gryllus
- Agalychnis annae
- Agalychnis aspera
- Agalychnis buckleyi
- Agalychnis callidryas
- Agalychnis dacnicolor
- Agalychnis danieli
- Agalychnis granulosa
- Agalychnis hulli
- Agalychnis lemur
- Agalychnis medinae
- Agalychnis moreletii
- Agalychnis psilopygion
- Agalychnis saltator
- Agalychnis spurrelli
- Anotheca spinosa
- Aparasphenodon arapapa
- Aparasphenodon bokermanni
- Aparasphenodon brunoi
- Aparasphenodon venezolanus
- Aplastodiscus albofrenatus
- Aplastodiscus albosignatus
- Aplastodiscus arildae
- Aplastodiscus callipygius
- Aplastodiscus cavicola
- Aplastodiscus cochranae
- Aplastodiscus ehrhardti
- Aplastodiscus eugenioi
- Aplastodiscus flumineus
- Aplastodiscus ibirapitanga
- Aplastodiscus leucopygius
- Aplastodiscus musicus
- Aplastodiscus perviridis
- Aplastodiscus sibilatus
- Aplastodiscus weygoldti
- Argenteohyla siemersi
- Bokermannohyla ahenea
- Bokermannohyla alvarengai
- Bokermannohyla astartea
- Bokermannohyla capra
- Bokermannohyla caramaschii
- Bokermannohyla carvalhoi
- Bokermannohyla circumdata
- Bokermannohyla claresignata
- Bokermannohyla clepsydra
- Bokermannohyla diamantina
- Bokermannohyla feioi
- Bokermannohyla flavopicta
- Bokermannohyla gouveai
- Bokermannohyla hylax
- Bokermannohyla ibitiguara
- Bokermannohyla ibitipoca
- Bokermannohyla itapoty
- Bokermannohyla izecksohni
- Bokermannohyla juiju
- Bokermannohyla langei
- Bokermannohyla lucianae
- Bokermannohyla luctuosa
- Bokermannohyla martinsi
- Bokermannohyla nanuzae
- Bokermannohyla napoli
- Bokermannohyla oxente
- Bokermannohyla pseudopseudis
- Bokermannohyla ravida
- Bokermannohyla sagarana
- Bokermannohyla sapiranga
- Bokermannohyla saxicola
- Bokermannohyla sazimai
- Bokermannohyla vulcaniae
- Bromeliohyla bromeliacia
- Bromeliohyla dendroscarta
- Charadrahyla altipotens
- Charadrahyla chaneque
- Charadrahyla nephila
- Charadrahyla taeniopus
- Charadrahyla tecuani
- Charadrahyla trux
- Corythomantis galeata
- Corythomantis greeningi
- Cruziohyla calcarifer
- Cruziohyla craspedopus
- Dendropsophus acreanus
- Dendropsophus allenorum
- Dendropsophus amicorum
- Dendropsophus anataliasiasi
- Dendropsophus anceps
- Dendropsophus aperomeus
- Dendropsophus araguaya
- Dendropsophus battersbyi
- Dendropsophus berthalutzae
- Dendropsophus bifurcus
- Dendropsophus bipunctatus
- Dendropsophus bogerti
- Dendropsophus bokermanni
- Dendropsophus branneri
- Dendropsophus brevifrons
- Dendropsophus cachimbo
- Dendropsophus carnifex
- Dendropsophus cerradensis
- Dendropsophus coffeus
- Dendropsophus columbianus
- Dendropsophus cruzi
- Dendropsophus decipiens
- Dendropsophus delarivai
- Dendropsophus dutrai
- Dendropsophus ebraccatus
- Dendropsophus elegans
- Dendropsophus elianeae
- Dendropsophus frosti
- Dendropsophus garagoensis
- Dendropsophus gaucheri
- Dendropsophus giesleri
- Dendropsophus grandisonae
- Dendropsophus gryllatus
- Dendropsophus haddadi
- Dendropsophus haraldschultzi
- Dendropsophus jimi
- Dendropsophus joannae
- Dendropsophus juliani
- Dendropsophus koechlini
- Dendropsophus labialis
- Dendropsophus leali
- Dendropsophus leucophyllatus
- Dendropsophus limai
- Dendropsophus luddeckei
- Dendropsophus luteoocellatus
- Dendropsophus marmoratus
- Dendropsophus mathiassoni
- Dendropsophus melanargyreus
- Dendropsophus meridensis
- Dendropsophus meridianus
- Dendropsophus microcephalus
- Dendropsophus microps
- Dendropsophus minimus
- Dendropsophus minusculus
- Dendropsophus minutus
- Dendropsophus miyatai
- Dendropsophus nahdereri
- Dendropsophus nanus
- Dendropsophus norandinus
- Dendropsophus novaisi
- Dendropsophus oliveirai
- Dendropsophus padreluna
- Dendropsophus parviceps
- Dendropsophus pauiniensis
- Dendropsophus phlebodes
- Dendropsophus praestans
- Dendropsophus pseudomeridianus
- Dendropsophus reichlei
- Dendropsophus rhea
- Dendropsophus rhodopeplus
- Dendropsophus riveroi
- Dendropsophus robertmertensi
- Dendropsophus rossalleni
- Dendropsophus rubicundulus
- Dendropsophus ruschii
- Dendropsophus salli
- Dendropsophus sanborni
- Dendropsophus sarayacuensis
- Dendropsophus sartori
- Dendropsophus schubarti
- Dendropsophus seniculus
- Dendropsophus soaresi
- Dendropsophus stingi
- Dendropsophus studerae
- Dendropsophus subocularis
- Dendropsophus timbeba
- Dendropsophus tintinnabulum
- Dendropsophus triangulum
- Dendropsophus tritaeniatus
- Dendropsophus virolinensis
- Dendropsophus walfordi
- Dendropsophus werneri
- Dendropsophus xapuriensis
- Dendropsophus yaracuyanus
- Diaglena spatulata
- Duellmanohyla chamulae
- Duellmanohyla ignicolor
- Duellmanohyla lythrodes
- Duellmanohyla rufioculis
- Duellmanohyla salvavida
- Duellmanohyla schmidtorum
- Duellmanohyla soralia
- Duellmanohyla uranochroa
- Ecnomiohyla echinata
- Ecnomiohyla fimbrimembra
- Ecnomiohyla miliaria
- Ecnomiohyla minera
- Ecnomiohyla miotympanum
- Ecnomiohyla phantasmagoria
- Ecnomiohyla rabborum
- Ecnomiohyla salvaje
- Ecnomiohyla sukia
- Ecnomiohyla thysanota
- Ecnomiohyla tuberculosa
- Ecnomiohyla valancifer
- Exerodonta abdivita
- Exerodonta bivocata
- Exerodonta catracha
- Exerodonta chimalapa
- Exerodonta juanitae
- Exerodonta melanomma
- Exerodonta perkinsi
- Exerodonta pinorum
- Exerodonta smaragdina
- Exerodonta sumichrasti
- Exerodonta xera
- Hyla andersonii
- Hyla annectans
- Hyla arborea
- Hyla arboricola
- Hyla arenicolor
- Hyla avivoca
- Hyla bocourti
- Hyla chinensis
- Hyla chrysoscelis
- Hyla cinerea
- Hyla euphorbiacea
- Hyla eximia
- Hyla felixarabica
- Hyla femoralis
- Hyla gratiosa
- Hyla hallowellii
- Hyla heinzsteinitzi
- Hyla immaculata
- Hyla intermedia
- Hyla japonica
- Hyla meridionalis
- Hyla molleri
- Hyla orientalis
- Hyla plicata
- Hyla sanchiangensis
- Hyla sarda
- Hyla savignyi
- Hyla simplex
- Hyla squirella
- Hyla suweonensis
- Hyla tsinlingensis
- Hyla versicolor
- Hyla walkeri
- Hyla wrightorum
- Hyla zhaopingensis
- Hyloscirtus albopunctulatus
- Hyloscirtus alytolylax
- Hyloscirtus armatus
- Hyloscirtus bogotensis
- Hyloscirtus callipeza
- Hyloscirtus caucanus
- Hyloscirtus charazani
- Hyloscirtus chlorosteus
- Hyloscirtus colymba
- Hyloscirtus criptico
- Hyloscirtus denticulentus
- Hyloscirtus estevesi
- Hyloscirtus jahni
- Hyloscirtus larinopygion
- Hyloscirtus lascinius
- Hyloscirtus lindae
- Hyloscirtus lynchi
- Hyloscirtus pacha
- Hyloscirtus palmeri
- Hyloscirtus pantostictus
- Hyloscirtus phyllognathus
- Hyloscirtus piceigularis
- Hyloscirtus platydactylus
- Hyloscirtus princecharlesi
- Hyloscirtus psarolaimus
- Hyloscirtus ptychodactylus
- Hyloscirtus sarampiona
- Hyloscirtus simmonsi
- Hyloscirtus staufferorum
- Hyloscirtus tapichalaca
- Hyloscirtus tigrinus
- Hyloscirtus torrenticola
- Hypsiboas aguilari
- Hypsiboas albomarginatus
- Hypsiboas alboniger
- Hypsiboas albopunctatus
- Hypsiboas alemani
- Hypsiboas atlanticus
- Hypsiboas balzani
- Hypsiboas beckeri
- Hypsiboas benitezi
- Hypsiboas bischoffi
- Hypsiboas boans
- Hypsiboas botumirim
- Hypsiboas buriti
- Hypsiboas caingua
- Hypsiboas caipora
- Hypsiboas calcaratus
- Hypsiboas callipleura
- Hypsiboas cinerascens
- Hypsiboas cipoensis
- Hypsiboas cordobae
- Hypsiboas crepitans
- Hypsiboas curupi
- Hypsiboas cymbalum
- Hypsiboas dentei
- Hypsiboas ericae
- Hypsiboas exastis
- Hypsiboas faber
- Hypsiboas fasciatus
- Hypsiboas freicanecae
- Hypsiboas fuentei
- Hypsiboas geographicus
- Hypsiboas gladiator
- Hypsiboas goianus
- Hypsiboas guentheri
- Hypsiboas heilprini
- Hypsiboas hobbsi
- Hypsiboas hutchinsi
- Hypsiboas jaguariaivensis
- Hypsiboas jimenezi
- Hypsiboas joaquini
- Hypsiboas lanciformis
- Hypsiboas latistriatus
- Hypsiboas lemai
- Hypsiboas leptolineatus
- Hypsiboas leucocheilus
- Hypsiboas liliae
- Hypsiboas lundii
- Hypsiboas marginatus
- Hypsiboas marianitae
- Hypsiboas melanopleura
- Hypsiboas microderma
- Hypsiboas multifasciatus
- Hypsiboas nympha
- Hypsiboas ornatissimus
- Hypsiboas palaestes
- Hypsiboas paranaiba
- Hypsiboas pardalis
- Hypsiboas pellucens
- Hypsiboas phaeopleura
- Hypsiboas picturatus
- Hypsiboas poaju
- Hypsiboas polytaenius
- Hypsiboas pombali
- Hypsiboas prasinus
- Hypsiboas pugnax
- Hypsiboas pulchellus
- Hypsiboas pulidoi
- Hypsiboas punctatus
- Hypsiboas raniceps
- Hypsiboas rhythmicus
- Hypsiboas riojanus
- Hypsiboas roraima
- Hypsiboas rosenbergi
- Hypsiboas rubracylus
- Hypsiboas rufitelus
- Hypsiboas secedens
- Hypsiboas semiguttatus
- Hypsiboas semilineatus
- Hypsiboas sibleszi
- Hypsiboas stellae
- Hypsiboas stenocephalus
- Hypsiboas tepuianus
- Hypsiboas varelae
- Hypsiboas wavrini
- Isthmohyla angustilineata
- Isthmohyla calypsa
- Isthmohyla debilis
- Isthmohyla graceae
- Isthmohyla infucata
- Isthmohyla insolita
- Isthmohyla lancasteri
- Isthmohyla melacaena
- Isthmohyla picadoi
- Isthmohyla pictipes
- Isthmohyla pseudopuma
- Isthmohyla rivularis
- Isthmohyla tica
- Isthmohyla xanthosticta
- Isthmohyla zeteki
- Itapotihyla langsdorffii
- Litoria adelaidensis
- Litoria alboguttata
- Litoria albolabris
- Litoria amboinensis
- Litoria andiirrmalin
- Litoria angiana
- Litoria arfakiana
- Litoria aruensis
- Litoria auae
- Litoria aurea
- Litoria aurifera
- Litoria australis
- Litoria avocalis
- Litoria axillaris
- Litoria barringtonensis
- Litoria becki
- Litoria biakensis
- Litoria bibonius
- Litoria bicolor
- Litoria bivocalis
- Litoria booroolongensis
- Litoria brevipalmata
- Litoria brevipes
- Litoria brongersmai
- Litoria bulmeri
- Litoria burrowsi
- Litoria caerulea
- Litoria capitula
- Litoria castanea
- Litoria cavernicola
- Litoria cheesmani
- Litoria chloris
- Litoria chloristona
- Litoria chloronota
- Litoria chrisdahli
- Litoria christianbergmanni
- Litoria citropa
- Litoria congenita
- Litoria contrastens
- Litoria cooloolensis
- Litoria coplandi
- Litoria corbeni
- Litoria cryptochrysos
- Litoria cryptotis
- Litoria cultripes
- Litoria cyclorhyncha
- Litoria dahlii
- Litoria darlingtoni
- Litoria daviesae
- Litoria dayi
- Litoria daymani
- Litoria dentata
- Litoria disrupta
- Litoria dorsalis
- Litoria dorsivena
- Litoria dux
- Litoria electrica
- Litoria elkeae
- Litoria eschata
- Litoria eucnemis
- Litoria eurynastes
- Litoria everetti
- Litoria ewingii
- Litoria exophthalmia
- Litoria fallax
- Litoria flavescens
- Litoria fluviatilis
- Litoria foricula
- Litoria freycineti
- Litoria fuscula
- Litoria gasconi
- Litoria genimaculata
- Litoria gilleni
- Litoria gracilenta
- Litoria graminea
- Litoria granti
- Litoria gularis
- Litoria havina
- Litoria hilli
- Litoria humboldtorum
- Litoria humeralis
- Litoria hunti
- Litoria impura
- Litoria inermis
- Litoria infrafrenata
- Litoria intercastella
- Litoria iris
- Litoria jervisiensis
- Litoria jeudii
- Litoria jungguy
- Litoria kubori
- Litoria kuduki
- Litoria kumae
- Litoria latopalmata
- Litoria lesueurii
- Litoria leucova
- Litoria littlejohni
- Litoria lodesdema
- Litoria longicrus
- Litoria longipes
- Litoria longirostris
- Litoria lorica
- Litoria louisiadensis
- Litoria lutea
- Litoria macki
- Litoria maculosa
- Litoria maini
- Litoria majikthise
- Litoria manya
- Litoria mareku
- Litoria megalops
- Litoria meiriana
- Litoria michaeltyleri
- Litoria microbelos
- Litoria micromembrana
- Litoria modica
- Litoria montana
- Litoria moorei
- Litoria mucro
- Litoria multicolor
- Litoria multiplica
- Litoria myola
- Litoria mystax
- Litoria nannotis
- Litoria napaea
- Litoria narinosa
- Litoria nasuta
- Litoria nigrofrenata
- Litoria nigropunctata
- Litoria novaehollandiae
- Litoria nudidigita
- Litoria nyakalensis
- Litoria obsoleta
- Litoria obtusirostris
- Litoria oenicolen
- Litoria oktediensis
- Litoria ollauro
- Litoria olongburensis
- Litoria pallida
- Litoria papua
- Litoria paraewingi
- Litoria pearsoniana
- Litoria perimetri
- Litoria peronii
- Litoria persimilis
- Litoria personata
- Litoria phyllochroa
- Litoria piperata
- Litoria platycephala
- Litoria pratti
- Litoria pronimia
- Litoria prora
- Litoria pulchra
- Litoria purpureolata
- Litoria pygmaea
- Litoria quadrilineata
- Litoria raniformis
- Litoria rara
- Litoria revelata
- Litoria rheocola
- Litoria richardsi
- Litoria rivicola
- Litoria robinsonae
- Litoria rothii
- Litoria rubella
- Litoria rubrops
- Litoria rueppelli
- Litoria sanguinolenta
- Litoria sauroni
- Litoria scabra
- Litoria semipalmata
- Litoria serrata
- Litoria singadanae
- Litoria spartacus
- Litoria spenceri
- Litoria spinifera
- Litoria splendida
- Litoria staccato
- Litoria subglandulosa
- Litoria thesaurensis
- Litoria timida
- Litoria tornieri
- Litoria trachydermis
- Litoria tyleri
- Litoria umarensis
- Litoria umbonata
- Litoria vagabunda
- Litoria vagitus
- Litoria verae
- Litoria verreauxii
- Litoria verrucosa
- Litoria viranula
- Litoria vocivincens
- Litoria wapogaensis
- Litoria watjulumensis
- Litoria wilcoxii
- Litoria wisselensis
- Litoria wollastoni
- Litoria xanthomera
- Litoria zweifeli
- Lysapsus boliviana
- Lysapsus caraya
- Lysapsus laevis
- Lysapsus limellum
- Megastomatohyla mixe
- Megastomatohyla mixomaculata
- Megastomatohyla nubicola
- Megastomatohyla pellita
- Myersiohyla aromatica
- Myersiohyla inparquesi
- Myersiohyla kanaima
- Myersiohyla loveridgei
- Nyctimantis rugiceps
- Osteocephalus alboguttatus
- Osteocephalus buckleyi
- Osteocephalus cabrerai
- Osteocephalus cannatellai
- Osteocephalus carri
- Osteocephalus castaneicola
- Osteocephalus deridens
- Osteocephalus duellmani
- Osteocephalus exophthalmus
- Osteocephalus festae
- Osteocephalus fuscifacies
- Osteocephalus germani
- Osteocephalus heyeri
- Osteocephalus inframaculatus
- Osteocephalus leoniae
- Osteocephalus leprieurii
- Osteocephalus mimeticus
- Osteocephalus mutabor
- Osteocephalus oophagus
- Osteocephalus pearsoni
- Osteocephalus phasmatus
- Osteocephalus planiceps
- Osteocephalus subtilis
- Osteocephalus taurinus
- Osteocephalus verruciger
- Osteocephalus vilarsi
- Osteocephalus vilmae
- Osteocephalus yasuni
- Osteopilus crucialis
- Osteopilus dominicensis
- Osteopilus marianae
- Osteopilus ocellatus
- Osteopilus pulchrilineatus
- Osteopilus septentrionalis
- Osteopilus vastus
- Osteopilus wilderi
- Phasmahyla cochranae
- Phasmahyla cruzi
- Phasmahyla exilis
- Phasmahyla guttata
- Phasmahyla jandaia
- Phasmahyla spectabilis
- Phasmahyla timbo
- Phrynomedusa appendiculata
- Phrynomedusa bokermanni
- Phrynomedusa fimbriata
- Phrynomedusa marginata
- Phrynomedusa vanzolinii
- Phyllodytes acuminatus
- Phyllodytes brevirostris
- Phyllodytes edelmoi
- Phyllodytes gyrinaethes
- Phyllodytes kautskyi
- Phyllodytes luteolus
- Phyllodytes maculosus
- Phyllodytes melanomystax
- Phyllodytes punctatus
- Phyllodytes tuberculosus
- Phyllodytes wuchereri
- Phyllomedusa atelopoides
- Phyllomedusa ayeaye
- Phyllomedusa azurea
- Phyllomedusa bahiana
- Phyllomedusa baltea
- Phyllomedusa bicolor
- Phyllomedusa boliviana
- Phyllomedusa burmeisteri
- Phyllomedusa camba
- Phyllomedusa centralis
- Phyllomedusa coelestis
- Phyllomedusa distincta
- Phyllomedusa duellmani
- Phyllomedusa ecuatoriana
- Phyllomedusa hypochondrialis
- Phyllomedusa iheringii
- Phyllomedusa megacephala
- Phyllomedusa neildi
- Phyllomedusa nordestina
- Phyllomedusa oreades
- Phyllomedusa palliata
- Phyllomedusa perinesos
- Phyllomedusa rohdei
- Phyllomedusa sauvagii
- Phyllomedusa tarsius
- Phyllomedusa tetraploidea
- Phyllomedusa tomopterna
- Phyllomedusa trinitatis
- Phyllomedusa vaillantii
- Phyllomedusa venusta
- Phytotriades auratus
- Plectrohyla acanthodes
- Plectrohyla ameibothalame
- Plectrohyla arborescandens
- Plectrohyla avia
- Plectrohyla bistincta
- Plectrohyla calthula
- Plectrohyla calvicollina
- Plectrohyla celata
- Plectrohyla cembra
- Plectrohyla charadricola
- Plectrohyla chryses
- Plectrohyla chrysopleura
- Plectrohyla crassa
- Plectrohyla cyanomma
- Plectrohyla cyclada
- Plectrohyla dasypus
- Plectrohyla ephemera
- Plectrohyla exquisita
- Plectrohyla glandulosa
- Plectrohyla guatemalensis
- Plectrohyla hartwegi
- Plectrohyla hazelae
- Plectrohyla ixil
- Plectrohyla labedactyla
- Plectrohyla lacertosa
- Plectrohyla matudai
- Plectrohyla miahuatlanensis
- Plectrohyla mykter
- Plectrohyla pachyderma
- Plectrohyla pentheter
- Plectrohyla pokomchi
- Plectrohyla psarosema
- Plectrohyla psiloderma
- Plectrohyla pycnochila
- Plectrohyla quecchi
- Plectrohyla robertsorum
- Plectrohyla sabrina
- Plectrohyla sagorum
- Plectrohyla siopela
- Plectrohyla tecunumani
- Plectrohyla teuchestes
- Plectrohyla thorectes
- Pseudacris brachyphona
- Pseudacris brimleyi
- Pseudacris cadaverina
- Pseudacris clarkii
- Pseudacris crucifer
- Pseudacris feriarum
- Pseudacris fouquettei
- Pseudacris hypochondriaca
- Pseudacris illinoensis
- Pseudacris kalmi
- Pseudacris maculata
- Pseudacris nigrita
- Pseudacris ocularis
- Pseudacris ornata
- Pseudacris regilla
- Pseudacris sierra
- Pseudacris streckeri
- Pseudacris triseriata
- Pseudis bolbodactyla
- Pseudis cardosoi
- Pseudis fusca
- Pseudis minuta
- Pseudis paradoxa
- Pseudis platensis
- Pseudis tocantins
- Ptychohyla acrochorda
- Ptychohyla dendrophasma
- Ptychohyla erythromma
- Ptychohyla euthysanota
- Ptychohyla hypomykter
- Ptychohyla legleri
- Ptychohyla leonhardschultzei
- Ptychohyla macrotympanum
- Ptychohyla panchoi
- Ptychohyla salvadorensis
- Ptychohyla sanctaecrucis
- Ptychohyla spinipollex
- Ptychohyla zophodes
- Scarthyla goinorum
- Scarthyla vigilans
- Scinax acuminatus
- Scinax agilis
- Scinax albicans
- Scinax alcatraz
- Scinax altae
- Scinax alter
- Scinax angrensis
- Scinax arduous
- Scinax argyreornatus
- Scinax ariadne
- Scinax aromothyella
- Scinax atratus
- Scinax auratus
- Scinax baumgardneri
- Scinax belloni
- Scinax berthae
- Scinax blairi
- Scinax boesemani
- Scinax boulengeri
- Scinax brieni
- Scinax cabralensis
- Scinax caldarum
- Scinax camposseabrai
- Scinax canastrensis
- Scinax cardosoi
- Scinax carnevallii
- Scinax castroviejoi
- Scinax catharinae
- Scinax centralis
- Scinax chiquitanus
- Scinax constrictus
- Scinax cosenzai
- Scinax cretatus
- Scinax crospedospilus
- Scinax cruentommus
- Scinax curicica
- Scinax cuspidatus
- Scinax danae
- Scinax dolloi
- Scinax duartei
- Scinax elaeochrous
- Scinax eurydice
- Scinax exiguus
- Scinax faivovichi
- Scinax flavoguttatus
- Scinax funereus
- Scinax fuscomarginatus
- Scinax fuscovarius
- Scinax garbei
- Scinax granulatus
- Scinax hayii
- Scinax heyeri
- Scinax hiemalis
- Scinax humilis
- Scinax ictericus
- Scinax imbegue
- Scinax insperatus
- Scinax iquitorum
- Scinax jolyi
- Scinax juncae
- Scinax jureia
- Scinax karenanneae
- Scinax kautskyi
- Scinax kennedyi
- Scinax lindsayi
- Scinax littoralis
- Scinax littoreus
- Scinax longilineus
- Scinax luizotavioi
- Scinax lutzorum
- Scinax machadoi
- Scinax manriquei
- Scinax maracaya
- Scinax melloi
- Scinax muriciensis
- Scinax nasicus
- Scinax nebulosus
- Scinax obtriangulatus
- Scinax oreites
- Scinax pachycrus
- Scinax parkeri
- Scinax pedromedinae
- Scinax peixotoi
- Scinax perereca
- Scinax perpusillus
- Scinax pinima
- Scinax proboscideus
- Scinax pusillus
- Scinax quinquefasciatus
- Scinax ranki
- Scinax rizibilis
- Scinax rogerioi
- Scinax rostratus
- Scinax ruber
- Scinax similis
- Scinax skaios
- Scinax skuki
- Scinax squalirostris
- Scinax staufferi
- Scinax strigilatus
- Scinax sugillatus
- Scinax tigrinus
- Scinax trapicheiroi
- Scinax trilineatus
- Scinax tripui
- Scinax tupinamba
- Scinax tymbamirim
- Scinax uruguayus
- Scinax v-signatus
- Scinax wandae
- Scinax x-signatus
- Smilisca baudinii
- Smilisca cyanosticta
- Smilisca dentata
- Smilisca fodiens
- Smilisca phaeota
- Smilisca puma
- Smilisca sila
- Smilisca sordida
- Sphaenorhynchus botocudo
- Sphaenorhynchus bromelicola
- Sphaenorhynchus caramaschii
- Sphaenorhynchus carneus
- Sphaenorhynchus dorisae
- Sphaenorhynchus lacteus
- Sphaenorhynchus mirim
- Sphaenorhynchus orophilus
- Sphaenorhynchus palustris
- Sphaenorhynchus pauloalvini
- Sphaenorhynchus planicola
- Sphaenorhynchus platycephalus
- Sphaenorhynchus prasinus
- Sphaenorhynchus surdus
- Tepuihyla aecii
- Tepuihyla celsae
- Tepuihyla edelcae
- Tepuihyla galani
- Tepuihyla luteolabris
- Tepuihyla rimarum
- Tepuihyla rodriguezi
- Tepuihyla talbergae
- Tlalocohyla godmani
- Tlalocohyla loquax
- Tlalocohyla picta
- Tlalocohyla smithii
- Trachycephalus atlas
- Trachycephalus coriaceus
- Trachycephalus dibernardoi
- Trachycephalus hadroceps
- Trachycephalus imitatrix
- Trachycephalus jordani
- Trachycephalus lepidus
- Trachycephalus mambaiensis
- Trachycephalus mesophaeus
- Trachycephalus nigromaculatus
- Trachycephalus resinifictrix
- Trachycephalus typhonius
- Triprion petasatus
- Xenohyla eugenioi
- Xenohyla truncata